# 孔多爾山脈
孔多爾山脈是南美洲的山脈，位於厄瓜多爾和秘魯，屬於安第斯山脈的一部分，全長150公里，面積25,857平方公里，最高點海拔高度2,950米。
4°00′S 78°30′W / 4.000°S 78.500°W